# Rhonda Hughes
Rhonda Jo Hughes (nascida Rhonda Weisberg em 28 de setembro de 1947)  é uma matemática norte-americana. Professora emérita de matemática no Bryn Mawr College.

## Carreira
Ela iniciou sua carreira de professora na Tufts University e depois passou um ano como bolsista no Bunting Institute of Radcliffe College. Ela se transferiu para o Bryn Mawr College em 1980 onde serviu como presidente do departamento por seis anos. Ela é a professora emérita de matemática no Bryn Mawr College e se aposentou em 2011. Foi presidente da Associação para Mulheres em Matemática (AWM) 1987-1988. Ela atuou na Comissão de Ciências Físicas, Matemática e Aplicações do Conselho Nacional de Pesquisa dos Estados Unidos.